# Frederick Delius

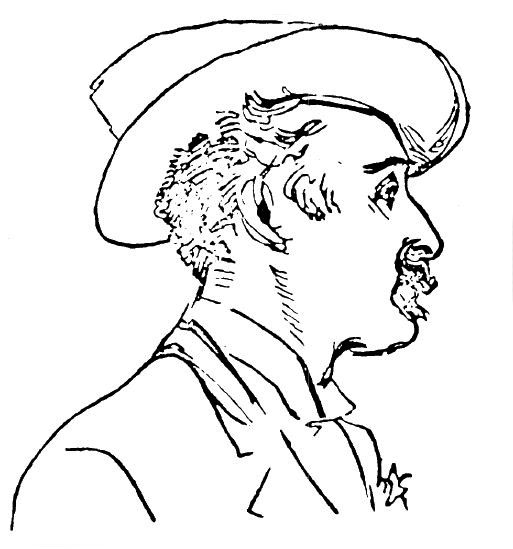
Teckning av Christian Krohg 1897.

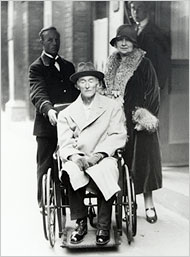
Jelka Rosen och Frederick Delius 1929.

Frederick Theodore Albert Delius, ursprungligen Fritz Theodor Albert Delius, född 29 januari 1862 i Bradford, West Yorkshire, Storbritannien, död 10 juni 1934 i Grez-sur-Loing, Frankrike, var en brittisk kompositör.

## Biografi
Frederick Delius, som var av tysk härkomst, föddes som det fjärde barnet i en syskonskara på fjorton. Föräldrarna, som kom från Westfalen, lät honom tidigt lära sig spela piano och violin. Han blev en skicklig violinist, men föräldrarna motsatte sig hans önskan att bli musiker. Han reste till Florida med avsikt att bli apelsinodlare, men utan framgång. Han studerade även musikteori under ledning av en organist i Jacksonville. Efter flera år som musiklärare i småstäder och även som organist i New York fick han 1888 föräldrarnas medgivande till att studera vid konservatoriet i Leipzig. Han fick där ordnad undervisning i komposition. Vid en resa till Norge 1887 blev han bekant med Edvard Grieg, vilket resulterade i en livslång vänskap. Grieg kom att stilmässigt påverka Delius och hans övertalning av föräldrarna kom dem att godta Delius levnadsbana.
Från 1890 var Delius bosatt i Frankrike, där han kom att bli kvar i staden Grez-sur-Loing under större delen av sin levnad. Där umgicks han i den nordiska konstnärskolonin bland annat med August Strindberg. År 1903 gifte han sig med konstnären Jelka Rosen. Efter att Delius första större verk, orkestersviten Florida, uruppförts i Leipzig 1888, vann komponisten snart erkännande, särskilt i Tyskland. Han drabbades 1922 av en sjukdom som fyra år senare ledde till att han blev helt blind och förlamad. Han fortsatte ändå med komponerandet, tack vare en ung engelsman, organisten Eric Fenby. Denne anställdes som ett slags handsekreterare och var behjälplig med att nedteckna noter efter diktamen.
Delius skrev orkesterstycken såsom On Hearing the first Cuckoo in Spring, Summernight on the ringer, "Brittiska rapsodin" Brigg Fair och In a Summer Garden (1908): operorna Irmelin (1890–1892), The Magic Fountain (1894–1895), Over the hills and far away (1895–1897), Koanga (1904), A village Romeo and Juliet (Romeo och Julia i byn) (1907), Margot la Rouge (1901–1902) och Fennimore och Gerda (1919, efter Jens Peter Jacobsens roman Niels Lyhne); körverken Appalachia (1903), Sea Drift (1904) och Eine Messe des Lebens (1905). Delius var intresserad av nordiska förhållanden och skrev även orkesterverken Norwegische Suite och Paa vidderne. Hans stil karakteriseras av romantik, dämpade nyanser och kromatisk harmonik.
En brittisk TV-film, Song of Summer med text och i regi av Ken Russell för BBC, behandlar de sista åren i Delius' liv.

## Verk

### Scenisk musik

#### Operor
- 1890–92: Irmelin
- 1893–95: The Magic Fountain
- 1895–97: Koanga
- 1900–01: A Village Romeo and Juliet
- 1902: Margot la Rouge
- 1909–10: Fennimore and Gerda

#### Skådespelsmusik
- 1897: Folkeraadet
- 1920: Hassan

### Verk för orkester
- 1886-1887: Florida
- 1889: Petite suite d'orchestre
- 1897: Norwegian Suite ur Folkeraadet
- 1888: Hiawatha
- 1888: Marche caprice, Schlittenfahrt
- 1888. Pastoral för violin och orkester
- 1890: Légendes för piano och orkester (ofullbordad)
- 1892: Sur les cimes (efter Ibsen)
- 1893: Legend för violin och orkester
- 1895: Over the hills and far away
- 1897: Pianokonsert (omarbetad i en sats 1904)
- 1898: The dance goes on (Omarbetad 1901 som Life's dance)
- 1899: Paris: The song of a great city, nocturne
- 1908: In a summer garden, fantasi
- 1908: A dance rhapsody nr 1
- 1911: Summer night on the river för liten orkester
- 1897: Pianokonsert (originalversion)
- 1911: Life's dance
- 1912: On Hearing the first Cuckoo in Spring
- 1913–1914: North Country Sketches, fyra orkesterstycken
- 1915: Konsert för violin, violoncell och orkester
- 1915: Short piece for string orchestra
- 1916: A dance rhapsody nr 2
- 1916: Konsert för violin och orkester
- 1917: Eventyr, ballad för orkester
- 1918: A song before sunrise
- 1918-1919: A poem for life and love
- 1921: Violoncellkonsert
- 1929: A song of summer
- 1930: Caprice and elegy för violoncell och kammarorkester
- 1931: Fantastic dance
- 1931: Irmelin, förspel

### Deklamatorium
- 1888: Paa vidderne (efter Ibsen)

### Körverk
- 1902: Appalachia: Variations on a slave song
- 1903: Sea drift, tonsättning av dikt av Walt Whitman
- 1904–1905: A mass of life, text av Friedrich Nietzsche
- 1906–1907: Songs of sunset, dikter av Ernest Dowson
- 1911: An arabesque, dikter av Jens Peter Jacobsen
- 1911-1912: A song of the high hills, ordlös kör
- 1914-1916: Rekviem
- 1930: Songs of farewell, dikter av Walt Whitman

#### A cappella-körer
- 1907: On Craig Dhu
- 1908: Midsummer song
- 1908: Wanderer's song
- 1917: To be sung on a summer night on the water

### Annan vokalmusik
- 1889: Sakuntala, sång med orkester för tenor
- 1891: Maud, sångcykel, text av Lord Tennyson
- 1897: Sju danska sånger
- 1898: Nachtlied Zarathustras, text av Nietzsche, för baryton
- 1906-1907: Cynara för baryton
- 1922: A late lark för tenor
- 1932: Idyll, text av Walt Whitman, för sopran och baryton

#### Sånger med piano
- 1885: Zwei braune Augen, text H.C. Andersen
- 1888: Fem norska sånger
- 1888-1890: Sju norska sånger
- 1891: Tre engelska sånger, text av Shelley.
- 1895: Tre sånger, text av Paul Verlaine
- 1898: Fyra sånger
- 1901: Black roses, text av Jens Peter Jacobsen

### Kammarmusik
Två stråkkvartetter (1893 och 1916–1917), tre violinsonater (1892, 1915 och 1930), Romans för violin och piano (1896), Romans för violoncell och piano (1896) och violoncellsonat (1917).

### Pianoverk
Två pianostycken (1889-1990) och A dance for the harpsichord (1919). 